# Femeia în Sparta

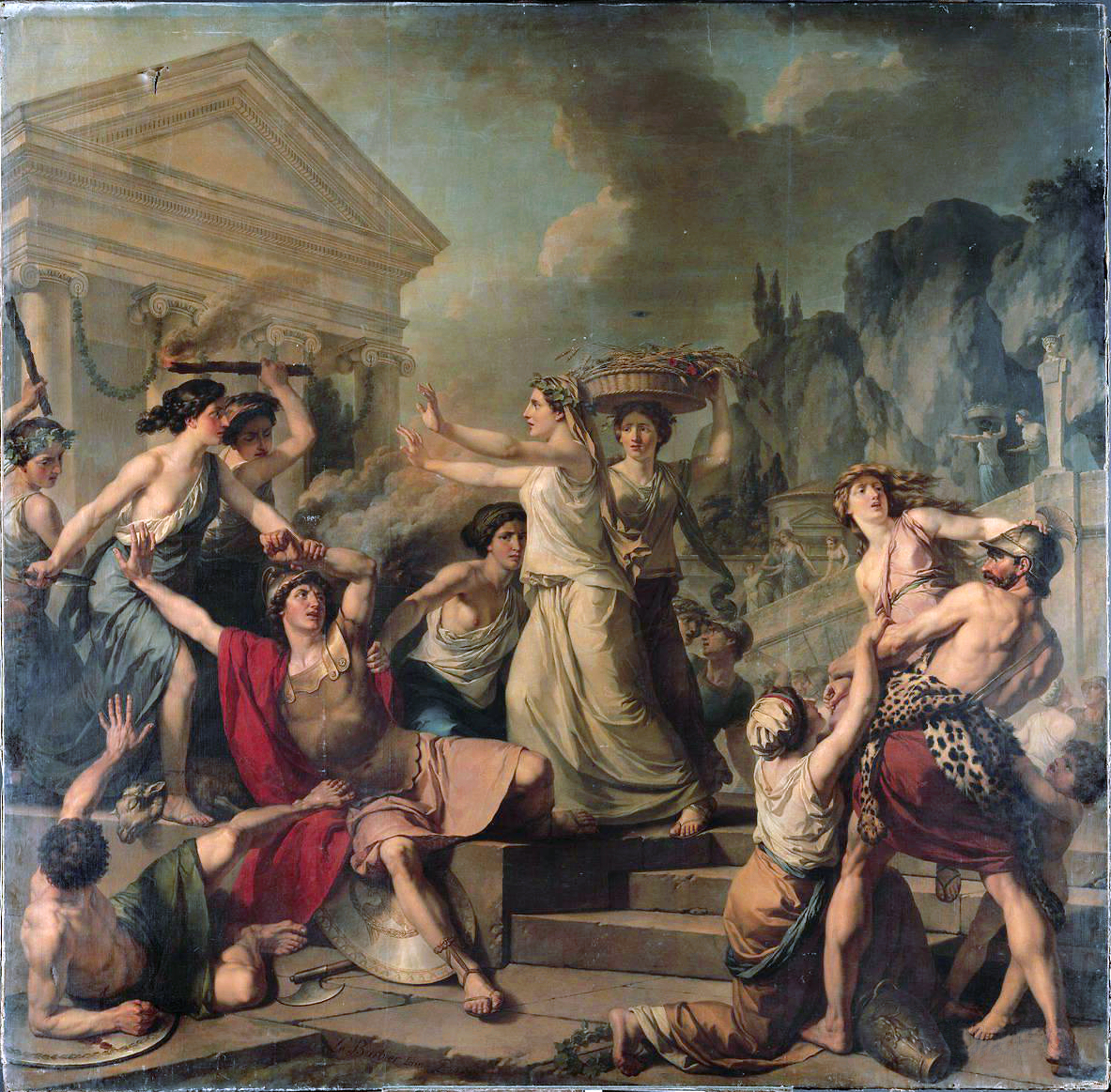
Curajul femeii în sparta - Jean-Jacques-François Le Barbier

Reputația Spartei pentru expunerea copiilor de la naștere, datorită unui număr de defecte fizice, cu accent pe război a determinat pe mulți să creadă că societatea lor a fost un aspru patriarhal.Cu toate acestea, femeile din Sparta sînt cele mai dezvoltate, inteligente și independente femei din toată istoria antică.
Femeilor li se interzicea să vorbească la adunările publice, dar în istorie se menționează că ele au deținut o mare influență în comunitate și și-au exprimat de multe ori opiniile cu privire la problemele politice.
Încă de la o vîrstă fragedă fetițele din Sparta erau mult mai bine hrănite decît în oricare alt spațiu grecesc, iar uneori mai bine decît băieții. Acest fapt se datora credinței spartanilor că femeile trebuie să fie bine hrănite pentru ca acestea să nască copii puternici și sănătoși. Fetele din Sparta erau antrenate bine fizic începînd cu vîrsta de 7 ani, asemeni băieților. Ele alergau nud alături de băieți, concurau în gimnastică, lupte, curse și alte activități fizice, considerate absolut necesare.
Îmbrăcămintea de sex feminin spartană era deosebit de simplă și, spre deosebire de celelalte culturi vestimentare acceptate în grecia antică,scurtă. Mulți străini au remarcat că coapsele femeilor spartane sunt întotdeauna vizibile. Un adevărat lux erau considerate brățările de aur sau argint, însă nu se cunoaște dacă femeile le purtau la o anumită ceremonie sau reprezentau un lux obișnuit. De asemenea femeilor nu li se permitea să poarte par lung.